# 塞瓜卡
塞瓜卡（西班牙語：Ceguaca），是洪都拉斯的城鎮，位於該國西北部，由聖巴巴拉省負責管轄，始建於1895年1月19日，面積61.20平方公里，海拔高度504米，2001年人口3,833，人口密度每平方公里62.63人。